# Bistum Eséka
Das Bistum Eséka (lat.: Dioecesis Esekanensis) ist eine in Kamerun gelegene römisch-katholische Diözese mit Sitz in Eséka.

## Geschichte
Das Bistum Eséka wurde am 22. März 1993 durch Papst Johannes Paul II. mit der Apostolischen Konstitution Pro gravissimo aus Gebietsabtretungen des Erzbistums Douala errichtet und diesem als Suffraganbistum unterstellt.

## Bischöfe von Eséka
- Jean-Bosco Ntep, 1993–2004, dann Bischof von Edéa
- Dieudonné Bogmis, 2004–2018
- François Achille Eyabi, seit 2020